# 约翰·贝维斯
约翰·贝维斯（英語：John Bevis，1693年10月31日—1771年11月6日），也有可能生于1695年11月10日，出生地为英格兰维尔特郡的老塞勒姆，是一位英国外科医生和天文学家。他最大的成就是于1731年发现蟹状星云。